# Édouard Lardillier
Édouard Louis Albert Lardillier est un architecte français né le 14 mars 1908 dans le 14e arrondissement de Paris, ville où il est mort le 17 mars 1964 dans le 4e arrondissement. 
Édouard Lardillier s'est spécialisé dans la construction de salles de spectacle et de cinémas et a essentiellement œuvré des années 1930 aux années 1960. Il peut être considéré comme l'un des grands noms français du XXe siècle dans le domaine de la salle de spectacle. Ses réalisations sont malheureusement nombreuses à avoir été détruites ou altérées. L'un de ses très rares édifices d'envergure à subsister sur le territoire français et à témoigner de l'art de cet architecte, le Théâtre Municipal de Poitiers a été, selon une décision de l’ancienne municipalité de Poitiers et à l’initiative de l’ancien maire PS de cette ville, M. Alain Claeys, transformé en bureaux, logements et commerces, dans le cadre d'une opération de promotion immobilière controversée. La façade, le hall d'entrée et le miroir figuratif de Pansart subsistent et accompagnent la création d'une salle d'exposition d'art visuel de 424 mètres carrés.

## Principales constructions[5]
(décembre 2013).

### Paris
- Cinéma Studio-Caumartin, 25 rue Caumartin, (1933)
- Cinéma Gaîté-Rochechouart, 15 boulevard Rochechouart (1933)
- Cinéma Studio-Parnasse, 11 rue Jules-Chaplain (1933)
- Cinéma Studio-Bertrand, 29 rue du Général-Bertrand (1934)
- Ciné-Radio-Cité, 8 boulevard des Capucines (1937)
- Ciné-Sports, 2 rue Chauchat, (1937)
- Ciné-Saint-Lazare, 44 rue Pasquier (1938)
- Ciné-Radio-Cité-Étoile, 131 Champs-Élysées (1938)
- Ciné-Sébastopol, 43 boulevard de Sébastopol (1938)
- Cinévog, 101 rue Saint-Lazare (1939)
- Cinéma Le Mortier-47, 47 boulevard Mortier (1939)
- Cinéma Star, rue des Boulets (1942)
- Cinéma de l'Hôtel-de-Ville, 20 rue du Temple (1942)
- Cinéma Royal-Haussmann, 2 rue Chauchat (1943)
- Cinéma Gaumont-Théâtre, 7 boulevard Poissonnière (1946)
- Cinéma Ritz-Louis Delluc, 8 boulevard de Clichy (1947)
- Cinéma Napoléon, 4 avenue de la Grande-Armée (1947)
- Cinéma Atomic, 10 place de Clichy (1948)
- Cinéma Le Berlitz (1950)
- Cinéma l'Idéal 114 rue d'Alésia (1952)
- Cinéma Liberté, 12 rue de Lyon (1955)
- Cinéma Le Féérique, 146 rue de Belleville (1953)
- Cinéma Zénith, 17 rue Malte-Brun (1958)
- Cinéma Calypso, 27 avenue des Ternes (1958)
- Cinéma La Rotonde, 103 boulevard du Montparnasse (1959)

### Bruay-la-Buissière
- Cinéma le Colisée

### Calais
- Cinéma L'Alhambra
- Cinéma Le Colisée

### Créteil
- Cinéma le Star (1952)

### Dunkerque
- Cinéma Le Rex

### Étampes
- Cinéma La Rotonde (1952)[6]

### Lille
- Cinéma Le Capitole (1946)

### Poitiers
- Théâtre Municipal de Poitiers, (1954)
- Cinéma le Club (1962)

### Roubaix
- Le Colisée (1951)[7]

### Thionville
- Théâtre municipal (1960)[8]

### Troyes
- Cinéma le ¨Paris

## Publications
- Lardillier, Édouard, « Pour transformer ou construire une salle de cinéma », article publié dans La Technique cinématographique, août 1932, p. 717.
- Lardillier, Édouard, « Le cinémascope dans les salles », article publié dans La Cinématographie française, n°1525, juillet 1953, p 45-46.